# Armênio-brasileiro
Um armênio-brasileiro é uma pessoa de ascendência totalmente, parcialmente, ou predominantemente brasileira e armênia, ou ainda um imigrante armênio no Brasil. A população total desta diáspora é de cem mil armênios-brasileiros, eles estão presentes em cidades como São Paulo, Osasco, Rio de Janeiro, Uberaba, Santa Maria, Fortaleza, Campo Grande, Anápolis, São José do Rio Preto, Lins, Guaxupé, no bairro de Nova Palestina em Vitória e em Recife.
Os imigrantes armênios no Brasil estão concentrados sobretudo na capital paulista e no município vizinho de Osasco onde há escolas, igrejas, centros culturais, e uma estação de metrô denominada Armênia em homenagem ao país do Cáucaso. Em 1990, os armênios e seus descendentes tinham em mãos 50% do comércio varejista de calçados da cidade.